# Oskar Bandle

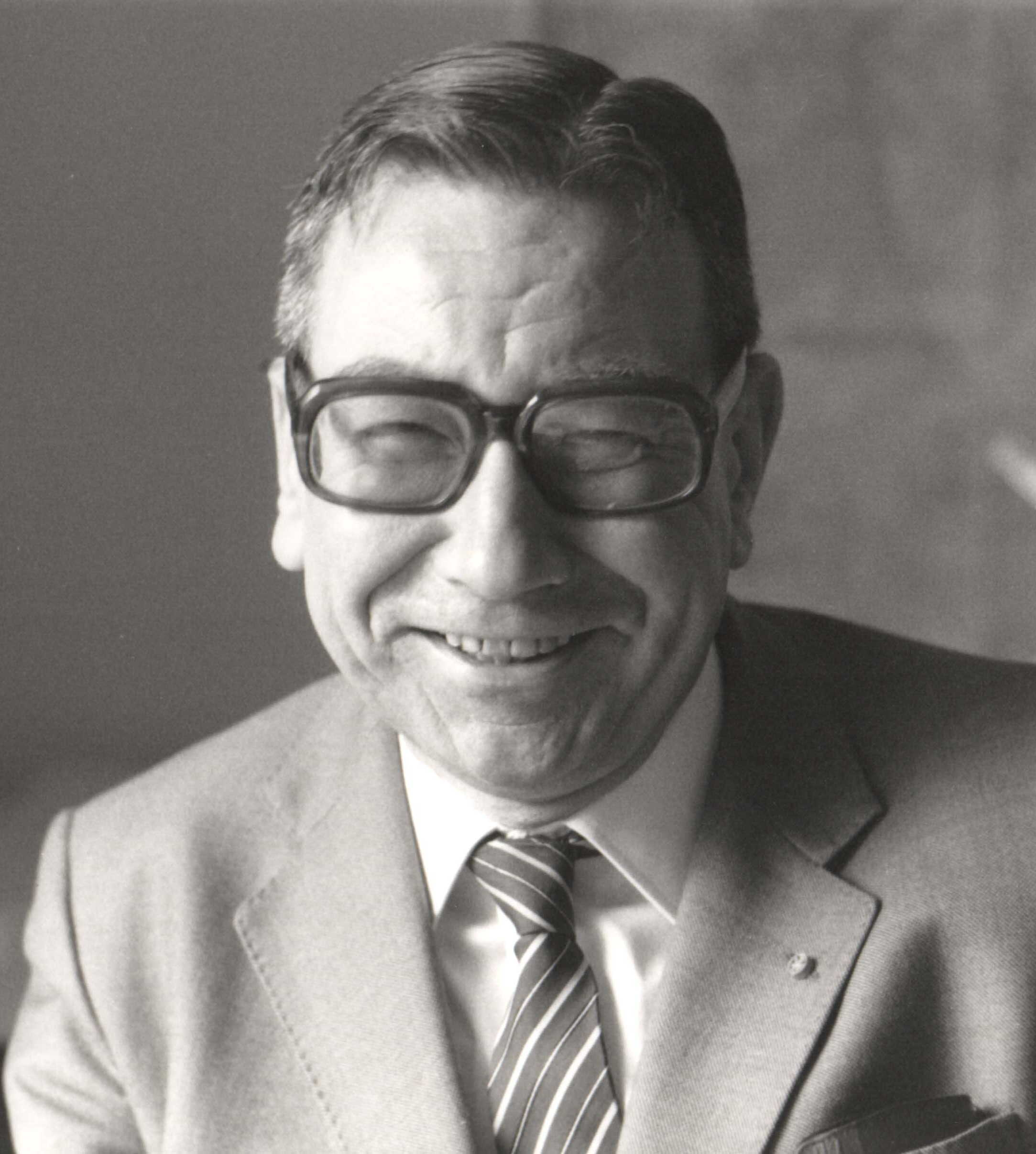
Oskar Bandle
(Photo: Inga-Lill Nissas, ca. 1982).

Oskar Ernst Bandle (* 11. Januar 1926 in Frauenfeld; † 17. Januar 2009 ebenda) war ein Schweizer Nordist und Onomastiker, der die skandinavischen Sprachen und Literaturen in ihrer ganzen Breite lehrte und erforschte. Er galt als einer der führenden Vertreter seines Faches im deutschsprachigen Raum.

## Leben
Bandle kam im Hauptort des Kantons Thurgau als Sohn eines Kaufmanns und einer Primarlehrerin zur Welt. Nach dem Abschluss der Frauenfelder Kantonsschule studierte er ab 1944 Germanistik und Anglistik an der Universität Zürich und belegte Kurse in Schwedisch und Isländisch. Ein Auslandaufenthalt führte ihn an das University College in London, darauf arbeitete er 1948/49 in Reykjavík an Alexander Jóhannessons Isländischem etymologischen Wörterbuch mit und setzte seine Studien ab 1949 an den Universitäten Kopenhagen und Uppsala fort.
Nach Zürich zurückgekehrt, promovierte er 1954 bei Rudolf Hotzenköcherle und Eugen Dieth mit einer Arbeit über die Sprache der ältesten isländischen Bibelübersetzung, der Guðbrandsbiblía von 1584 (Dissertation gedruckt 1956). Von 1958 bis 1962 arbeitete er als Redaktor am Schweizerischen Idiotikon (Wörterbuch der schweizerdeutschen Sprache) in Zürich. 1961 wurde er Lektor an der Universität Freiburg im Breisgau. In diese Zeit fielen mehrere Studienaufenthalte in Norwegen, auf den Färöern und auf Island, während derer er das Material für seine Habilitationsschrift über die westnordische Haustierterminologie zusammentrug; sie erschien 1965 in zwei Bänden.
Noch im gleichen Jahr wurde Bandle an die noch junge Universität des Saarlandes in Saarbrücken berufen, wo er als Ordinarius für Germanische Philologie unter besonderer Berücksichtigung der Nordistik lehrte. Von 1968 bis zu seiner Emeritierung 1993 wirkte er als Ordinarius auf der neugeschaffenen Koordinationsprofessur für Nordische Philologie in Zürich und Basel.
Sein wissenschaftlicher Nachlass befindet sich im UZH Archiv.

## Schaffen
Thema von Bandles Forschungen waren Sprachgeschichte, Dialektologie, Ortsnamenkunde sowie ältere und jüngere Literaturwissenschaft (insbesondere Literaturgeschichte) des Dänischen, Schwedischen, Norwegischen, Färöischen und Isländischen. Gemeinsamer Nenner all dieses Schaffens war eine kulturgeschichtliche Herangehensweise und ein Denken in den übergeordneten Zusammenhängen. Die germanischen Idiome Nordeuropas sprach Bandle alle fliessend. Der Schweizer genoss in Skandinavien grosses Ansehen und wurde als einer der führenden Nordisten aus dem deutschsprachigen Raum anerkannt.

### Sprachwissenschaft

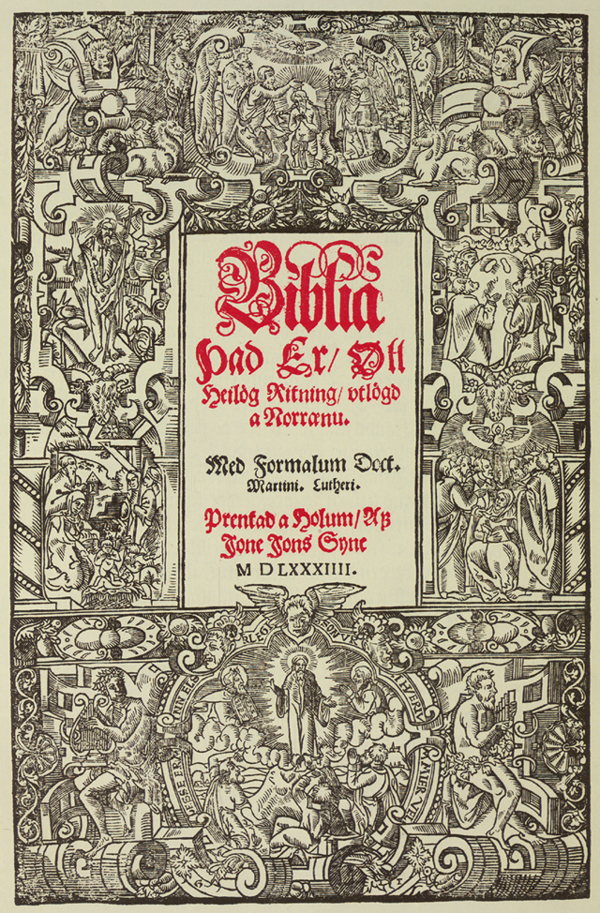
Die 1584 gedruckte Guðbrandsbiblía

Bandles Ruhm gründet in drei sprachwissenschaftlichen Arbeiten. Seine fast fünfhundertseitige Dissertation über die Guðbrandsbiblía (1956), eine umfassende Grammatik der Sprache dieser Bibelübersetzung, wurde zum Standardwerk über die isländische Sprachgeschichte des 16. Jahrhunderts. Seine zweibändige Habilitationsschrift betreffend die westnordische Haustierterminologie (1965) war die erste grosse, überdies durch eine dialektgeographische Analyse ergänzte wortgeographische Arbeit Skandinaviens (Deutschland, Frankreich, Italien und die Schweiz waren vorausgegangen) und dient heute nicht zuletzt als unentbehrliche Quelle für das Norsk Ordbok. Das dritte bedeutende Werk, das die Herausbildung und Gliederung der fünf nordgermanischen Sprachen thematisiert (1973), stellt eine souveräne Synthese gesamtskandinavischer Sprachgeschichte dar, in die Bandles vielfältige linguistische Detailuntersuchungen eingingen. Gegen Ende seines Lebens wirkte Bandle als Hauptherausgeber des zweibändigen voluminösen Handbuchs The Nordic Languages (2002 und 2005), der bis dahin umfangreichsten vergleichenden Geschichte der nordgermanischen Sprachen.
Für das Schweizerische Idiotikon verfasste er unter anderem den grossen Artikel Ding mit seiner komplexen Bedeutungsgeschichte von ‘Versammlung’ (vgl. Thing und Alþingi) bis hin zur semantisch verblassten Anwendung als ‘Gegenstand überhaupt’ (gedruckt 1963).